# Julia Unterberger

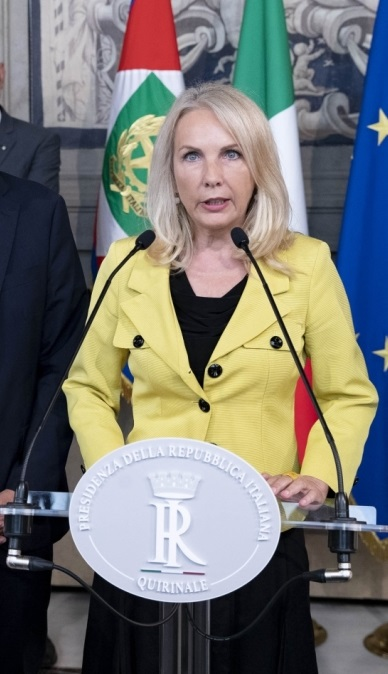
Julia Unterberger, 2019

Juliane „Julia“ Unterberger (* 5. September 1962 in Meran) ist eine italienische Rechtsanwältin und Politikerin aus Südtirol.

## Biographie
Unterberger besuchte das Beda-Weber-Gymnasium in Meran und studierte anschließend an der Universität Innsbruck. 1987 schloss sie ihr Studium der Volkswirtschaftslehre mit der Diplomarbeit Wirtschaftsstatistik in Südtirol, 1992 das von den Universitäten Innsbruck und Padua gemeinsam angebotene Studium der Rechtswissenschaften mit einer Diplomarbeit über die Umsetzung des EG-Rechts in Italien erfolgreich ab. Beruflich ist sie als Rechtsanwältin mit Spezialisierung auf Familienrecht in Südtirol tätig. Von 1999 bis 2008 war sie Präsidentin des Landesbeirats für Chancengleichheit.
Bei den Landtagswahlen 2003 konnte Unterberger auf der Liste der Südtiroler Volkspartei einen Sitz im Landtag und damit gleichzeitig im Regionalrat erringen. Bei den Landtagswahlen 2008 verfehlte sie knapp eine Wiederwahl. Nachdem Christian Egartner gemäß einem Urteil des Kassationsgerichts aus dem Landtag ausscheiden musste, rückte Unterberger für ihn nach und wurde am 21. Juli 2010 erneut als Abgeordnete vereidigt. Am 2. März 2011 wurde sie als Nachfolgerin Dieter Stegers zur Landtagspräsidentin gewählt. Gemäß dem vorgesehenen Rotationsprinzip zur Halbzeit der Legislaturperiode wurde sie in diesem Amt am 18. Mai 2011 durch Mauro Minniti ersetzt, verblieb allerdings als Vizepräsidentin. Unterberger nutzte ihre Tätigkeit im Landtagspräsidium zur Durchsetzung einer durch die Oppositionsparteien vergeblich bekämpften neuen Interpretation der Geschäftsordnung, die Obstruktion zukünftig verhindert. Vor den Landtagswahlen 2013 verzichtete sie auf eine erneute Kandidatur. Bei den Parlamentswahlen 2018 zog sie mit 61,1 % der Stimmen im Einerwahlkreis Meran in den italienischen Senat ein. Dieses Mandat konnte sie bei den italienischen Parlamentswahlen 2022 mit 47,48 % der Stimmen verteidigen. 
Unterberger lebt in Meran, ist verheiratet und hat zwei Kinder aus ihrer vorherigen Ehe mit Karl Zeller, darunter die Meraner Bürgermeisterin Katharina Zeller.